# Aero A-25
De Aero A-25 (ook wel bekend als A.25) is een Tsjechoslowaaks militair dubbeldekker-lesvliegtuig gebouwd door Aero in de jaren ‘20 van de twintigste eeuw. De A-25 is een verdere ontwikkeling op de A-11 en toont veel vergelijkingen met de A-21.

## Specificaties
- Bemanning: 2
- Lengte: 8,10 m
- Spanwijdte: 12,80 m
- Hoogte 3,10 m
- Vleugeloppervlak: 36,2 m2
- Leeggewicht: 985 kg
- Volgewicht: 1 270 kg
- Motor: 1× BMW IIIa, 138 kW (185 pk)
- Maximumsnelheid: 160 km/h
- Plafond: 6 500 m
- Klimsnelheid: 4 m/s

## Gebruikers
- Tsjechoslowakije